# Breaking Bad (Better Call Saul)
"Breaking Bad" es el undécimo episodio de la sexta temporada de Better Call Saul, serie de televisión derivada de Breaking Bad. Fue escrito y dirigido por Thomas Schnauz. El episodio se emitió en AMC y AMC+ el 1 de agosto de 2022, antes de debutar en línea en ciertos territorios en Netflix al día siguiente. En este episodio se contrapone la vida de Jimmy McGill, tanto durante su etapa como el abogado "Saul Goodman" en Albuquerque, Nuevo México; así como su vida como Gene Takavic, después de cambiar su identidad y mudarse a Omaha, Nebraska.
El episodio fue recibido con críticas positivas. Un estimado de 1.34 millones de espectadores vieron el episodio durante su primera transmisión en AMC.

## Trama
En un flashback a Albuquerque en 2008, Jimmy McGill, ya conocido como Saul Goodman, es secuestrado por Walter White y Jesse Pinkman y está siendo transportado en la parte trasera de su RV. Después de que Saul reconoce su verdadero motivo, regresa a la casa rodante y ve su laboratorio de metanfetamina. Identifica correctamente a Walter como "Heisenberg", el narcotraficante conocido por su metanfetamina azul de alta calidad. Acepta tomar a Walter y Jesse como clientes. Días después, Mike visita a Saul y le brinda información sobre Walter, incluido el hecho de que tiene cáncer. Mike aconseja a Saul que no trabaje con Walter, llamándolo aficionado, pero Saul está impresionado por la calidad de su metanfetamina, presagiando que tiene potencial. Saul llega a la escuela donde trabaja Walter para convencerlo de ser su abogado de tiempo completo.
El 12 de noviembre de 2010, Francesca Liddy, quien se convirtió en propietaria de departamentos, pero aún perseguida por las autoridades, conduce hasta un teléfono público en una ubicación remota y espera una llamada de Jimmy , que ahora vive como Gene Takavic en Omaha. Francesca responde y actualiza a Gene sobre los eventos que han sucedido desde que se fue de Albuquerque. Ella le dice a Gene que la policía incautó todos sus bienes y que recibió una llamada de su exesposa, Kim Wexler, quien preguntó por él. Gene se sorprende y luego llama al lugar de trabajo de Kim en Florida. Sin embargo, la conversación se vuelve tensa, y Gene, enfurecido, cuelga.
Gene convence a Jeff y Buddy para que lo ayuden con otra estafa en la que Gene se dirige a hombres solteros ricos en bares y les compra bebidas. Luego, Jeff los recoge en su taxi y les ofrece botellas de agua con barbitúricos. Una vez que el objetivo está en casa e inconsciente, Buddy ingresa y fotografía su información personal y financiera, incluidas tarjetas de crédito, licencias de conducir y documentos fiscales, que el grupo vende para usar en esquemas de robo de identidad. Una noche, Gene apunta a Lingk, un hombre que, durante su conversación revela que tiene cáncer. A pesar de sentirse culpable, Gene continúa con el plan habitual. Buddy expresa sus dudas cuando haciendo su parte descubre las pastillas, recordándole cuando su padre también tuvo cáncer; Sin que el grupo lo sepa, Marion es testigo de cómo Gene escolta enojado a Buddy a su garaje mientras intenta sin éxito persuadirlo para que haga su parte. Gene despide a Buddy, recluta a un reacio Jeff para que lo ayude a terminar de robar la información de Lingk y él mismo decide entrar a la fuerza en su casa.

## Producción
El episodio comparte su título con Breaking Bad, el programa que precede a Better Call Saul, reflejando el episodio de la misma que presentó a Saul con el nombre de "Better Call Saul". "Breaking Bad" fue escrito y dirigido por Thomas Schnauz, quien había estado en el equipo de redacción desde la tercera temporada de Breaking Bad. Schnauz quería extender la escena de la llamada telefónica con Jimmy y Francesca, y eligió incluir a Jimmy contactando a Kim. Sin embargo, no quiso revelar el diálogo de la llamada de Jimmy con Kim hasta más tarde, ya que sintió que era "mejor llegar directamente a la emoción de lo que sucedió durante esa llamada telefónica y cómo esa emoción lo llevó a lo que sucede en el resto del episodio" debido a la duración de la escena. Decidió incluir a Walter White y Jesse Pinkman en el episodio porque sintió que "[se redujo a] resaltar las emociones que estaban sucediendo en ese momento y ahora, en cuanto a que Saul necesitaba mejorar su juego e ir aún más lejos y obtener algo que es el suyo, que cree que es Walter White". Además, describió a Gene como una "criatura completamente distinta. No es exactamente Saul, no es Jimmy", ya que no procesó su trauma de manera saludable y, en cambio, "sigue empujando hacia abajo y empujando hacia abajo y empujando hacia abajo, y cuanto más lo empuja hacia abajo, más quiere levantarse como un volcán, y necesita hacer cosas aún peores". También notó el paralelismo entre Saul aceptando a Walter y Jesse como clientes, y Gene realizando estafas con Jeff y Buddy, ya que está lidiando con la separación con Wexler. Incluyó la canción de The Monkees "Tapioca Tundra" (1968), ya que sintió que la letra de esa canción simbolizaba la crisis de identidad de McGill. La película de DW Griffith Intolerance (1916) inspiró cómo se representaron e intercalaron las diferentes líneas de tiempo. : 11:18–14:27 
Bob Odenkirk y Jonathan Banks, quienes interpretan a Jimmy McGill y Mike Ehrmantraut, son los únicos miembros del elenco acreditados en los créditos iniciales. El equipo de audio reutilizó un fragmento de audio del episodio original de Breaking Bad "Better Call Saul" donde Goodman fue amordazado y lo modificó para transmitirlo desde su punto de vista. El director de fotografía Marshall Adams buscó replicar el trabajo de Michael Slovis en Breaking Bad, e intentó replicar su iluminación y color. "Breaking Bad" marca el regreso de Bryan Cranston y Aaron Paul como Walter White y Jesse Pinkman, los protagonistas de Breaking Bad. Su escena en "Breaking Bad" fue la primera de tres escenas que filmaron para Better Call Saul. Fue filmado en abril de 2021 durante la producción de segundo episodio de la temporada, para acomodarlos a sus horarios. Aunque los dos vehículos de RV utilizados durante la filmación de Breaking Bad todavía estaban disponibles, el que normalmente se usaba para tomas interiores había sido destruido, por lo que el interior del RV se recreó en un set. La escenógrafa Ashley Marsh y su equipo trabajaron a partir de fotografías e imágenes fijas de Breaking Bad para volver a adquirir la mayor parte del equipo que se muestra en el RV en detalle, e incluso trabajaron con el operador de una gira de Breaking Bad en Albuquerque para proporcionar algunas de las cortinas y telas del RV. Schnauz escribió su escena antes de terminar el resto del guion del episodio. El rodaje de la escena tomó un día y medio. Las apariciones de Cranston y Paul se trataron con gran secreto, y ambos actores se mantuvieron fuera de la vista mientras estaban en Albuquerque, similar al cameo de Cranston en El Camino: A Breaking Bad Movie (2019). Se quedaron en Albuquerque durante cuatro días en un Airbnb, con todo el vestuario y el maquillaje hechos en la casa y solo dejando que los llevaran al lugar para filmar. Las escenas ambientadas en Omaha son completamente en blanco y negro.

## Recepción

### Respuesta crítica
En el agregador de reseñas Rotten Tomatoes, el 100% de nueve reseñas son positivas, con una calificación promedio de 8.4/10.

### Calificaciones
Un estimado de 1.34 millones de espectadores vieron "Breaking Bad" durante su primera transmisión en AMC el 1 de agosto de 2022.